# Treffversuch
Der Treffversuch ist ein einfaches qualitatives Verfahren zur Prüfung von räumlichem Sehen in einer natürlichen Untersuchungsumgebung. Eine quantitative Bewertung der Ergebnisse wie bei anderen augenheilkundlichen Tests (Lang-Stereotest, Titmus-Test) ist hierbei nicht möglich. Er wurde erstmals von dem Schweizer Augenarzt Joseph Lang in die strabologische Diagnostik eingeführt.

## Durchführung
Während der Prüfung besteht die Aufgabe des Probanden darin, mit der Spitze eines Bleistifts (oder eines vergleichbaren länglichen Gegenstands) die obere Spitze eines zweiten Bleistifts, den der Untersucher senkrecht in der Hand hält und ihm jeweils wiederholt in verschiedenen Distanzen etwa auf Augenhöhe darbietet, sicher zu treffen. Währenddessen sind vom Untersucher Augenstellung, Fusionsbewegungen, Hornhautreflexe sowie die Treffsicherheit des Prüflings zu beurteilen. Hierbei ist zu beachten, dass der Proband seinen Bleistift nicht langsam von der Seite her in horizontaler Richtung dem Ziel nähert, sondern dieses immer genau von oben sicher trifft. Der Test wird sowohl binokular als auch monokular durchgeführt.

## Bewertung
Ein Proband, der über normales räumliches Sehen verfügt, wird in der Regel ohne Probleme die vorgehaltene Bleistiftspitze von oben mit seinem eigenen Stift sicher treffen. Diese Fähigkeit wird in dem Moment verlorengehen, in dem ihm ein Auge zugehalten und eine monokulare Prüfung durchgeführt wird. Hierbei verfehlt auch ein Normalsichtiger im Allgemeinen das dargebotene Ziel. Gleiches gilt für eine Person, deren räumliches Sehen deutlich herabgesetzt ist oder gänzlich fehlt, wie es bei Schielerkrankungen häufig der Fall ist. 
Der Treffversuch bietet keinerlei quantitative Auswertbarkeit, ist jedoch bei der Beurteilung von Patienten mit kleinem Schielwinkel (Mikrostrabismus) ein probates Mittel festzustellen, ob unter normalen Sehbedingungen ein binokulares räumliches Sehen möglich ist, ohne durch apparative Anordnungen ein ohnehin labiles Binokularsehen noch zu belasten.